# Quararibea gentlei
Quararibea gentlei là một loài thực vật có hoa trong họ Cẩm quỳ. Loài này được Lundell miêu tả khoa học đầu tiên năm 1941.